# Paronomasia
La paronomasia (dal latino tardo paronomasia a sua volta dal greco παρονομασία paronomasía «mutamento di nome», composto da παρά pará, «presso», e ὀνoμασία onomasía, «denominazione»), detta anche bisticcio di parole, annominazione o parechesi, è una figura retorica che consiste nell'accostare due o più parole che abbiano suono molto simile (differendo per una o due lettere) ma significato diverso. Le due parole in questione si chiamano paronimi.
Si possono distinguere due tipi di paronomasia: la paronomasia apofonica e quella isofonica. La prima è basata sull'alternanza vocalica nella radice della parola (risica ~ rosica); la seconda sull'uguaglianza dei suoni su cui cade l'accento (traduttore ~ traditore).
Può essere usata per rendere perentoria l'associazione tra due concetti, per esaltare la musicalità di un verso o per scopi umoristici (gioco di parole). Ricorre spessissimo nel linguaggio della pubblicità e nei marchi commerciali (l'esempio forse più noto è Coca-Cola).

## Esempi
Esempi di proverbi ed espressioni idiomatiche contenenti paronomasia:
- «Carta canta»
- «Capire fischi per fiaschi»
- «Dalle stelle alle stalle»
- «Chi non risica non rosica»
- «Chi amministra amministri»
- «Senza arte né parte»
- «Volente o nolente»
- «Il troppo stroppia»
- «C'era un grande via vai»
- «Con tutto quello che mi è costata quella crostata»

Esempi di poesia contenente paronomasia:
anzi 'mpediva tanto il mio cammino
ch'i' fui per ritornar più volte volto.»
(Dante, Inferno, I, 36)
di quei sospiri ond'io nudriva il core
in sul mio primo giovenile errore
quand'era in parte altr'uom da quel ch'io sono...»
(Petrarca)
e guardo coi miei occhi chiari il mondo...»
(Sbarbaro)
li nostri voti, e vòti in alcun canto.»
(Dante, Paradiso, III, 57)

## Attrazione paronimica
L'attrazione paronimica è il fenomeno di etimologia popolare per cui si dà lo stesso significato o un significato simile ai due paronimi che in origine si assomigliavano solo formalmente: per esempio regalia ("le cose del re") ha assunto anche il senso di «mancia» a causa dell'attrazione paronimica di regalare.

## L'annominazione
L'annominazione in senso stretto è una figura retorica affine alla paronomasia, in cui alla somiglianza formale tra le parole si aggiunge la parentela etimologica. In senso lato, invece, "annominazione" è sinonimo di "paronomasia".

## Il bisticcio
Il bisticcio, sebbene possa essere sinonimo di paronomasia tout court,  è più propriamente il procedimento con cui, nel discorso, si accostano volontariamente parole che abbiano una somiglianza formale, ma una radice diversa. Mentre la paronomasia è un fenomeno generale, "istituzionalizzato", di una lingua, il bisticcio è un'invenzione estemporanea usata come preziosismo letterario.
Per esempio, nel verso di Torquato Tasso:
(Gerusalemme liberata, XIII)
la parola vólto richiama il participio del verbo volgere, sinonimo di girare, anche se in realtà è un sostantivo maschile con una radice etimologica ben diversa. Sempre da Tasso: 
(Gerusalemme liberata, XX)
Il bisticcio è caro ai poeti sin dal tempo dei greci. Un esempio di paretimologia e di bisticcio a fini espressivi è infatti dato già dai nomi (il cui reale etimo è incerto) degli eroi  omerici Akhilléus (Achille) – ricondotto artificiosamente alla parola ákhos, "angoscia, sofferenza" (Achille come eroe della sofferenza, per l'onore leso e per il compagno caduto) – e Odysséus (Ulisse, Odisseo) - ricondotto artificiosamente al verbo odýssomai "odiare" (Ulisse, Odisseo, cioè l'eroe "odiato" dagli dèi, e in particolare da Poseidone) e odýromai, "gemere di dolore", poiché Odisseo è l'eroe afflitto dalla lontananza. Un altro esempio è dato dalle false etimologie proposte da Esiodo e da Eschilo per il nome del dio supremo Zeus. Esiodo collega l'accusativo di Zeus, cioè Dia alla preposizione diá, "per mezzo di", poiché tutto avviene per mezzo di (dià) Zeus; Eschilo collega l'accusativo dialettale (ionico) di Zeus, cioè Zen o Zena, al verbo greco zen, "vivere", poiché Zen è il dio principio di ogni vita. Sempre Esiodo, nella Teogonia, collega il nome dei Titani al verbo greco titáino, tendere (le braccia), poiché "avrebbero tese le braccia a compiere un grande delitto".
I figli che aveva generati egli stesso, così insultandoli;
e soleva dire che protendendosi per follia avrebbero compiuto un delitto
grande, di cui poi sarebbe venuta la pena»
(Teogonia vv. 207-210)

## Deformazioni paronimiche satiriche
Processi di deformazione paronimica usate estemporaneamente a scopo satirico («Siamo obesi di lavoro» – invece che oberati; «l'inverno è lastricato di buone intenzioni» – anziché inferno da Flaiano) sono molto frequenti al giorno d'oggi; si usano anche nel linguaggio giornalistico («Straordinari Stradivari» da la Repubblica) e in altri settori.

## Nella letteratura inglese
Nella letteratura inglese paronomasia si chiama pun. La paronomasia è stata molto popolare nel teatro elisabettiano (William Shakespeare). Gerard Manley Hopkins ha spesso usato paronomasia in sue poesie:
God! giver of breath and bread»
(The Wreck of the Deutschland)
(As Kingfishers Catch Fire)